# EA 1941

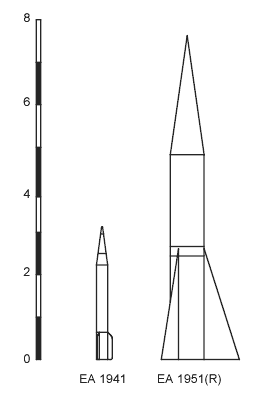
Os foguetes EA 1941 e o EA 1951 EOLE.

EA 1941 fue la denominación del primer cohete francés propulsado por combustible líquido, desarrollado entre 1931 y 1942 y probado en 1945.
El desarrollo del primer cohete de combustible líquido francés comenzó en los años 1930 con el desarrollo por parte de Jean-Jacques Barre de un motor de 10 kN alimentado por oxígeno líquido y gasolina. La ocupación alemana no frenó los trabajos. Se realizaron pruebas estáticas del EA 1941 entre 1941 y 1942 en las instalaciones de Larzac.
El cohete fue diseñado para llevar una carga de 25 kg a una distancia de hasta 100 km. Las pruebas continuaron en La Renardiere tras la liberación del sur de Francia. Durante el quinto lanzamiento de prueba el cohete alcanzó una distancia de 60 km.

## Especificaciones
- Lanzamientos: 7 (todos exitosos)
- Carga máxima: 25 kg
- Alcance máximo: 100 km
- Empuje: 10 kN
- Masa total: 100 kg